# Prison de Grosseto
Carcere di Grosseto
La prison de Grosseto (en italien : Carcere di Grosseto), officiellement Casa circondariale di Grosseto (« maison d'arrêt de Grosseto »), est une prison italienne située dans le centre historique de la commune de Grosseto, en Toscane. Elle est située le long de la Via Saffi, près de le Bastion Fortezza. 

## Histoire
La prison a été construite entre 1855 et 1858, près de la citadelle des Médicis, dans les dernières années du grand-duché de Toscane avant son annexion au royaume d'Italie,.
La prison abrite régulièrement des détenus de sexe masculin condamnés à des peines de moins de cinq ans et a une capacité d'environ trente places.
À l'origine, la structure comportait également une section pour femmes, située au troisième étage, transformée plus tard en caserne des policiers de la prison.